# Piaggio Vespa 946
Il Piaggio Vespa 946 è uno scooter prodotto dalla casa motociclistica italiana Piaggio dal 2013, nello stabilimento di Pontedera.

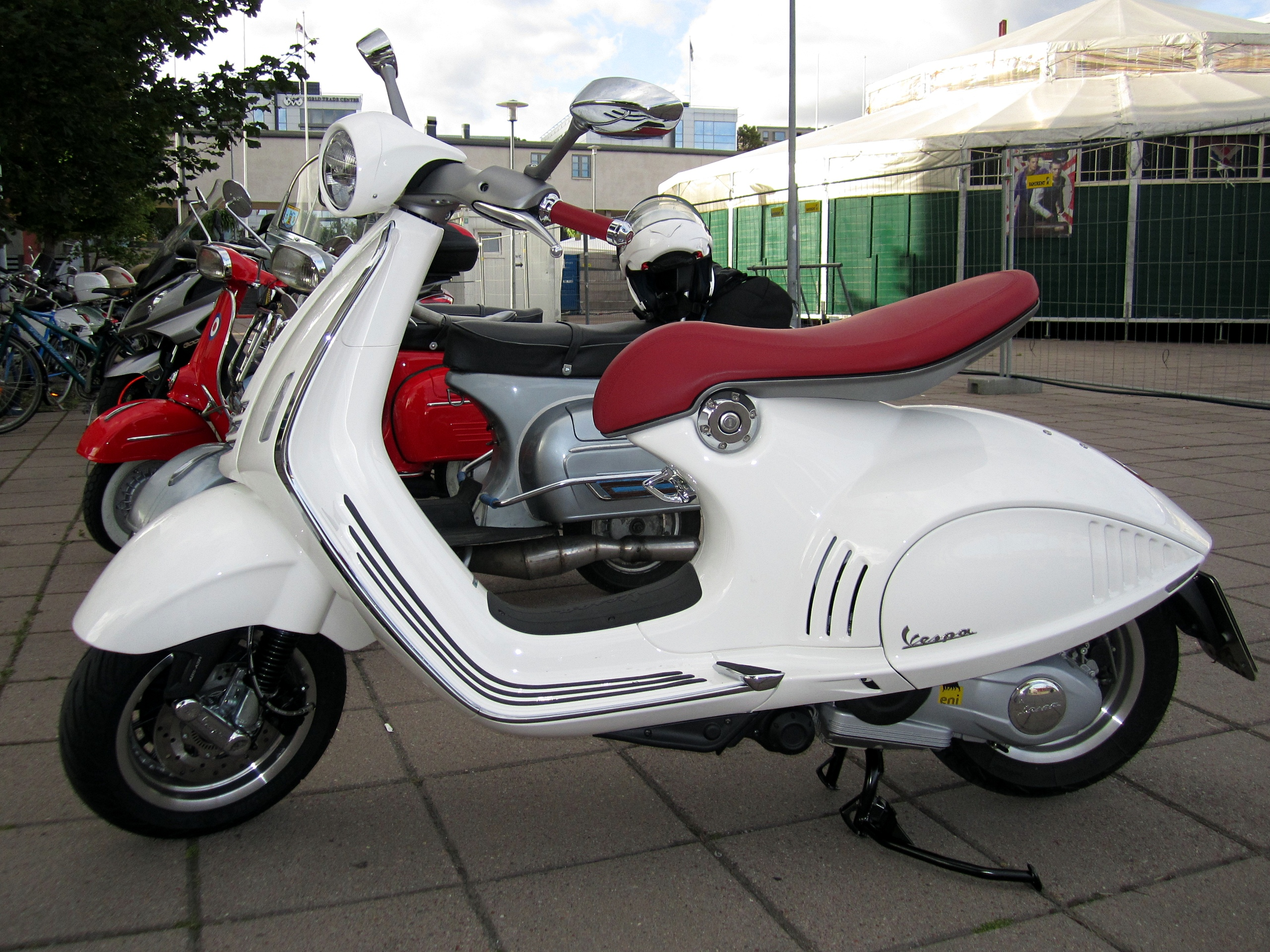

## Contesto e debutto
Lo scooter è stato anticipato dalla concept Vespa Quarantasei, presentata all'EICMA 2011 che nella forma ricorda la primissima Vespa MP6 del 1946, sulla quale la Piaggio ha fatto debuttare la nuova generazione di motori a quattro tempi monoalbero a tre valvole raffreddato ad aria i-GET frazionato nelle cilindrate 125 cm³ e 150 cm³.
All'EICMA 2012 (dove ha vinto il premio "best in show") ha esordito la versione definitiva denominata Vespa 946 (che nel nome richiama l'anno di debutto 1946 della prima Vespa), adottando la medesima parte meccanica della concept, con i motori a quattro tempi a tre valvole raffreddati ad aria da 125 cm³ e 150 cm³ e riprendendone quasi integralmente l'estetica e il design.

## Tecnica e design

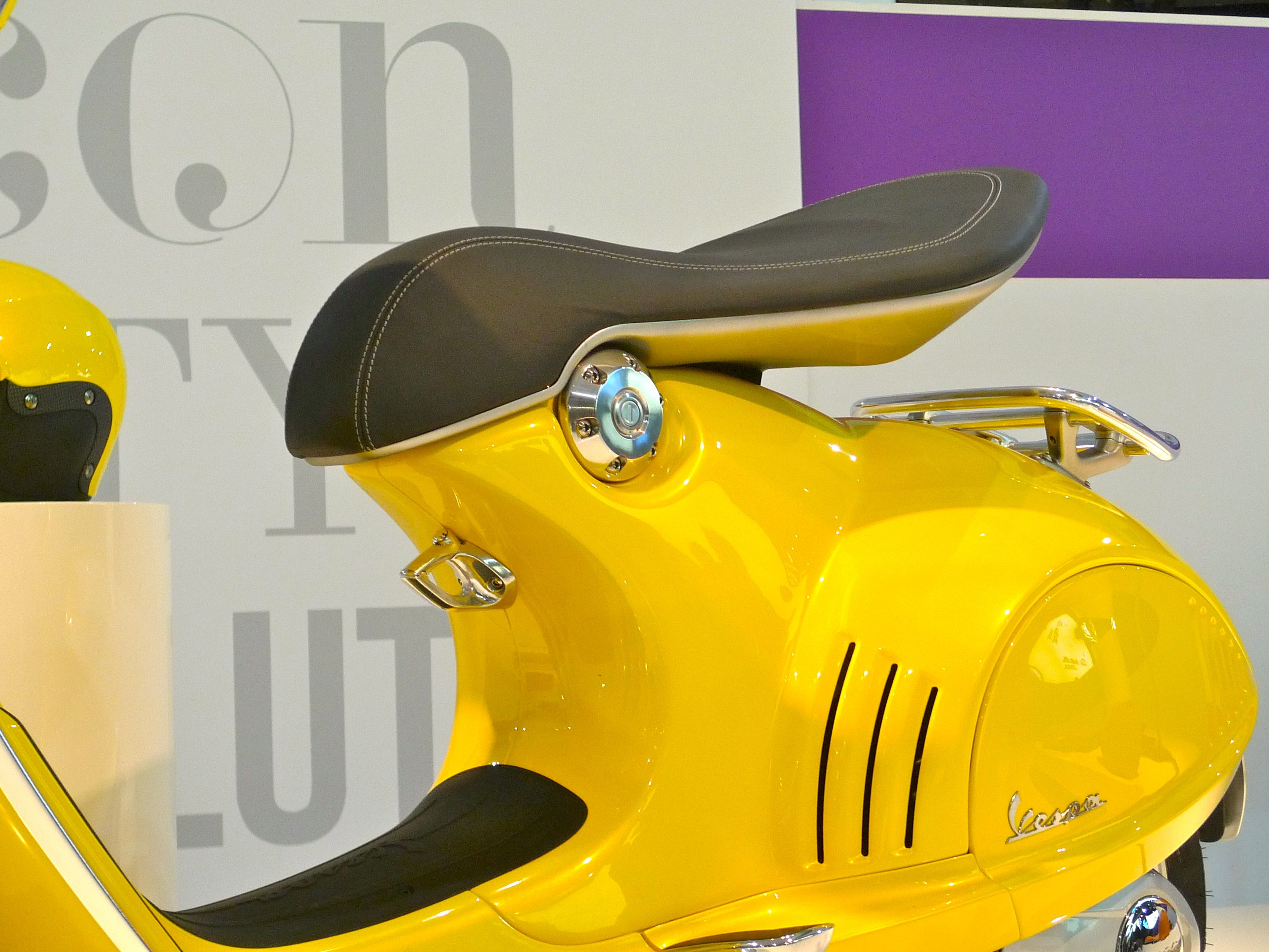
Dettaglio della sella

La distribuzione monoalbero a 3 valvole consente di ottimizzare ingresso della miscela aria benzina e l'uscita dei gas di scarico, nonché di montare la candela di accensione in una posizione ottimale, migliorando il rendimento termico nella combustione e garantendo al contempo un raffreddamento ottimale delle parti interne alla testata. Per tutti gli organi in movimento sono stati utilizzati dei cuscinetti in funzione della riduzione degli attriti interni. La soluzione della distribuzione a 3 valvole rispetto a quella con 2 valvole, è più efficace poiché migliora l'aspirazione. Le prestazioni per la 125 sono: potenza massima di 8,5 kW a 8250 giri/minuto e una coppia massima di 10,7 Nm a 6500 giri/minuto. 
Il telaio di base è in lamiera d'acciaio saldato, ma alcuni parti ed elementi come il parafango anteriore, il manubrio, la sella o le fiancate sono realizzate in lega di alluminio. Sull'assale posteriore viene utilizzato per la prima volta una inedita sospensione avente un monoammortizzatore con molla a gas montato orizzontalmente con sistema progressivo a leveraggi. Inoltre, è presente il sistema antibloccaggio ABS e controllo della trazione e antislittamento (ASR). Il sistema frenante si compone di due dischi, di cui i quello anteriore da 220 mm.
Il faro anteriore circolare è costituito da un unico elemento a LED. Il design della 946 si basa sui modelli storici della Vespa, riprendendo molti elementi come la parte posteriore a "coda bassa" e la "sella sospesa" della Vespa MP6. Proprio la sella, elemento più caratteristico, è incernierata su di un supporto in alluminio pressofuso, rivestita in tessuto preimpermeabilizzato.
La produzione avviene solo attraverso la commercializzazione di edizioni limitate o speciali costruite in un numero predefinito di esemplari, che vengono messe in vendita a cadenza annuale. 
Nel 2016 la giuria internazionale del XXIV Compasso d'Oro ha premio la Vespa 946 con la menzione d'onore, nella categoria "design for mobility".

## Caratteristiche tecniche
| Caratteristiche tecniche - Piaggio Vespa 946 | Caratteristiche tecniche - Piaggio Vespa 946             | Caratteristiche tecniche - Piaggio Vespa 946             | Caratteristiche tecniche - Piaggio Vespa 946             | Caratteristiche tecniche - Piaggio Vespa 946             | Caratteristiche tecniche - Piaggio Vespa 946             |
| -------------------------------------------- | -------------------------------------------------------- | -------------------------------------------------------- | -------------------------------------------------------- | -------------------------------------------------------- | -------------------------------------------------------- |
|                                              |                                                          |                                                          |                                                          |                                                          |                                                          |
| Dimensioni e pesi                            |                                                          |                                                          |                                                          |                                                          |                                                          |
| Meccanica                                    |                                                          |                                                          |                                                          |                                                          |                                                          |
| Tipo motore: monocilindrico a 4 tempi        | Tipo motore: monocilindrico a 4 tempi                    | Tipo motore: monocilindrico a 4 tempi                    | Tipo motore: monocilindrico a 4 tempi                    | Raffreddamento: ad aria                                  | Raffreddamento: ad aria                                  |
| Cilindrata                                   | 124 cm³ (Alesaggio 52,0 × Corsa 58,6 mm)                 | 124 cm³ (Alesaggio 52,0 × Corsa 58,6 mm)                 | 124 cm³ (Alesaggio 52,0 × Corsa 58,6 mm)                 | 124 cm³ (Alesaggio 52,0 × Corsa 58,6 mm)                 | 124 cm³ (Alesaggio 52,0 × Corsa 58,6 mm)                 |
| Distribuzione: monoalbero a 3 valvole        | Distribuzione: monoalbero a 3 valvole                    | Distribuzione: monoalbero a 3 valvole                    | Alimentazione: Iniezione elettronica                     | Alimentazione: Iniezione elettronica                     | Alimentazione: Iniezione elettronica                     |
| Potenza: 8,5 kW (11,6 CV) a 8250             | Potenza: 8,5 kW (11,6 CV) a 8250                         | Coppia: 10,7 Nm a 6500                                   | Coppia: 10,7 Nm a 6500                                   | Rapporto di compressione:                                | Rapporto di compressione:                                |
| Frizione: centrifuga                         | Frizione: centrifuga                                     | Frizione: centrifuga                                     | Cambio: automatico a variazione continua                 | Cambio: automatico a variazione continua                 | Cambio: automatico a variazione continua                 |
| Accensione                                   | elettronica                                              | elettronica                                              | elettronica                                              | elettronica                                              | elettronica                                              |
| Trasmissione                                 | a cinghia trapezoidale                                   | a cinghia trapezoidale                                   | a cinghia trapezoidale                                   | a cinghia trapezoidale                                   | a cinghia trapezoidale                                   |
| Avviamento                                   | Elettrico                                                | Elettrico                                                | Elettrico                                                | Elettrico                                                | Elettrico                                                |
| Ciclistica                                   |                                                          |                                                          |                                                          |                                                          |                                                          |
| Freni                                        | Anteriore: Doppio freno a disco / Posteriore: disco da 2 | Anteriore: Doppio freno a disco / Posteriore: disco da 2 | Anteriore: Doppio freno a disco / Posteriore: disco da 2 | Anteriore: Doppio freno a disco / Posteriore: disco da 2 | Anteriore: Doppio freno a disco / Posteriore: disco da 2 |
| Fonte dei dati:                              |                                                          |                                                          |                                                          |                                                          |                                                          |